# Strix
Genre
Pour les articles homonymes, voir Strix (homonymie).
Strix est un genre d'oiseaux de la famille des strigidés (Strigidae) appelés chouettes. Ces chouettes se nourrissent de petits mammifères, en particulier de souris. La plupart des espèces sont nocturnes.

## Liste des espèces
D'après la classification de référence du Congrès ornithologique international (version 14.1, 2024) il y a 22 espèces du genre Strix :
- Strix seloputo Horsfield, 1821 – Chouette des pagodes ;
- Strix ocellata (Lesson, RP, 1839) – Chouette ocellée ;
- Strix leptogrammica Temminck, 1832 – Chouette leptogramme ;
- Strix aluco Linnaeus, 1758 – Chouette hulotte ;
- Strix mauritanica (Witherby, 1905) – Chouette du Maghreb ;
- Strix nivicolum (Blyth, 1845) – Chouette de l'Himalaya ;
- Strix hadorami Kirwan, Schweizer & Copete, 2015 – Chouette de Hadoram ;
- Strix butleri (Hume, 1878) – Chouette de Butler ;
- Strix occidentalis (Xántus, J, 1860) – Chouette tachetée ;
- Strix varia Barton, 1799 – Chouette rayée ;
- Strix sartorii (Ridgway, 1874) – Chouette du Mexique ;
- Strix fulvescens (Sclater, PL & Salvin, 1868) – Chouette fauve ;
- Strix hylophila Temminck, 1825 – Chouette dryade ;
- Strix chacoensis Cherrie & Reichenberger, 1921 – Chouette du Chaco ;
- Strix rufipes King, PP, 1827 – Chouette masquée ;
- Strix uralensis Pallas, 1771 – Chouette de l'Oural ;
- Strix nebulosa Forster, JR, 1772 – Chouette lapone ;
- Strix woodfordii (Smith, A, 1834) – Chouette africaine ;
- Strix virgata (Cassin, 1849) – Chouette mouchetée ;
- Strix nigrolineata (Sclater, PL, 1859) – Chouette à lignes noires ;
- Strix huhula Daudin, 1800 – Chouette huhul ;
- Strix albitarsis (Bonaparte, 1850) – Chouette fasciée.

Dans cette classification, la Chouette du Sichuan (Strix uralensis davidi) est considérée comme une sous-espèce de la Chouette de l'Oural (Strix uralensis).

### Galerie

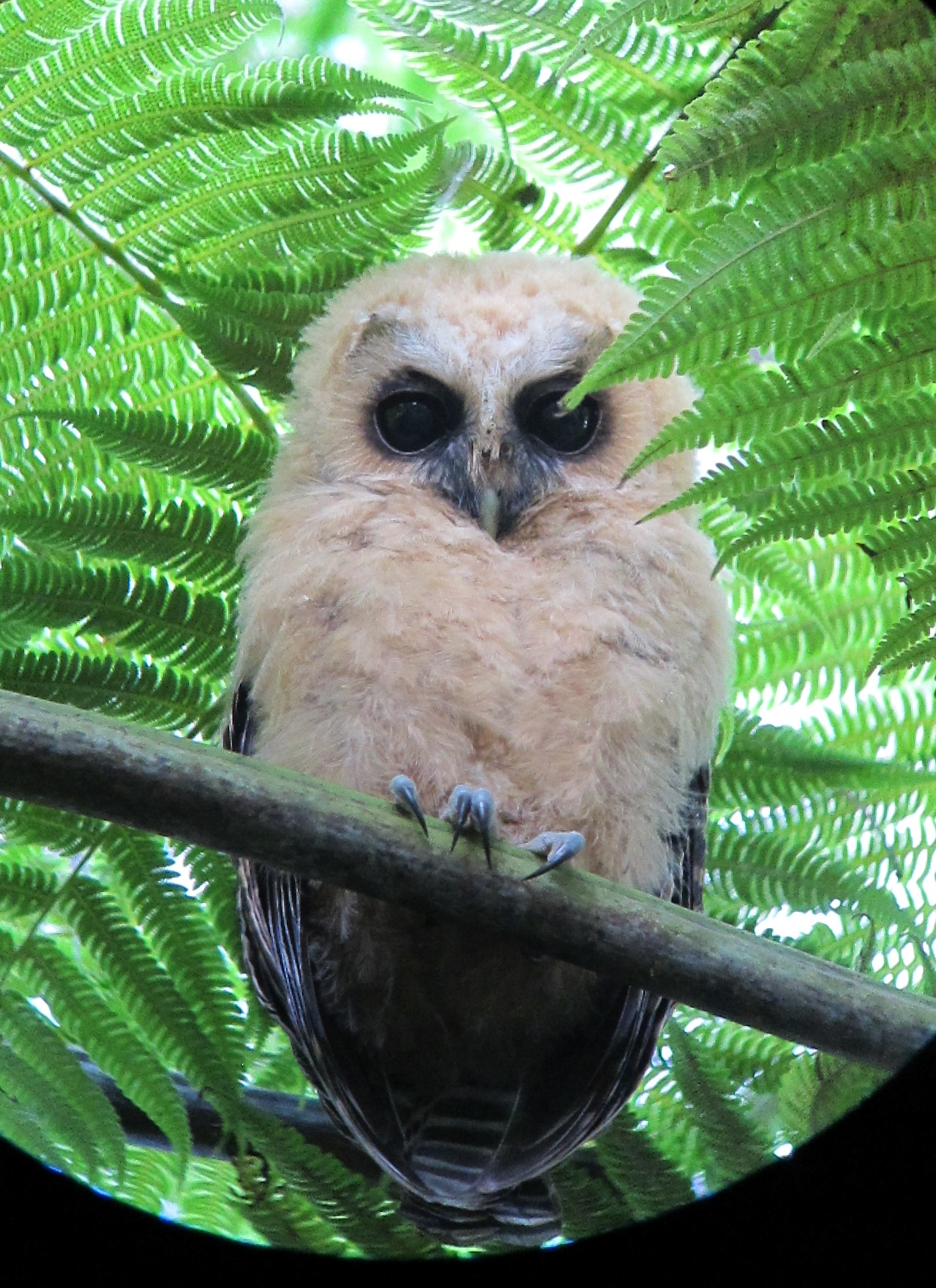
Strix albitarsis
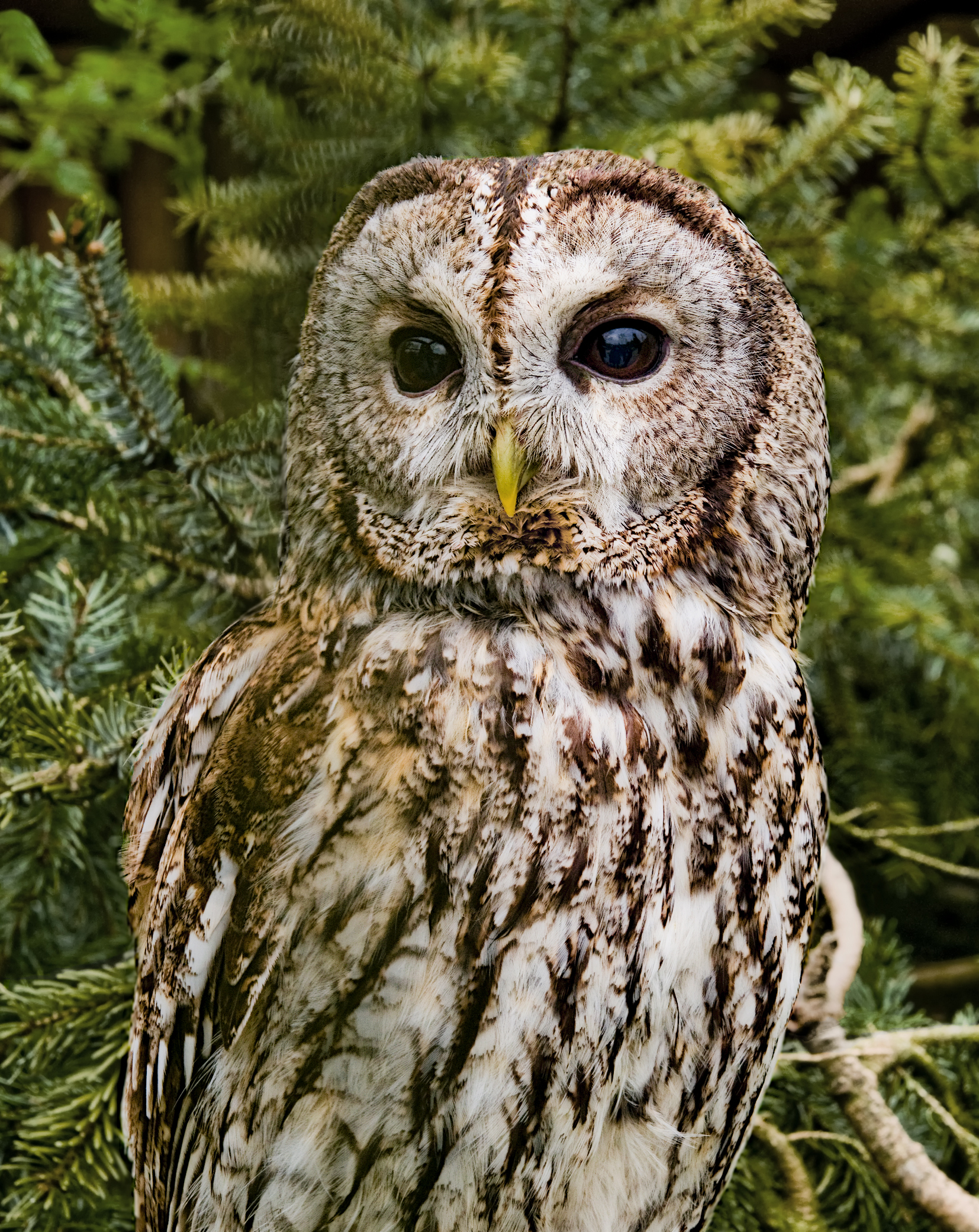
Strix aluco
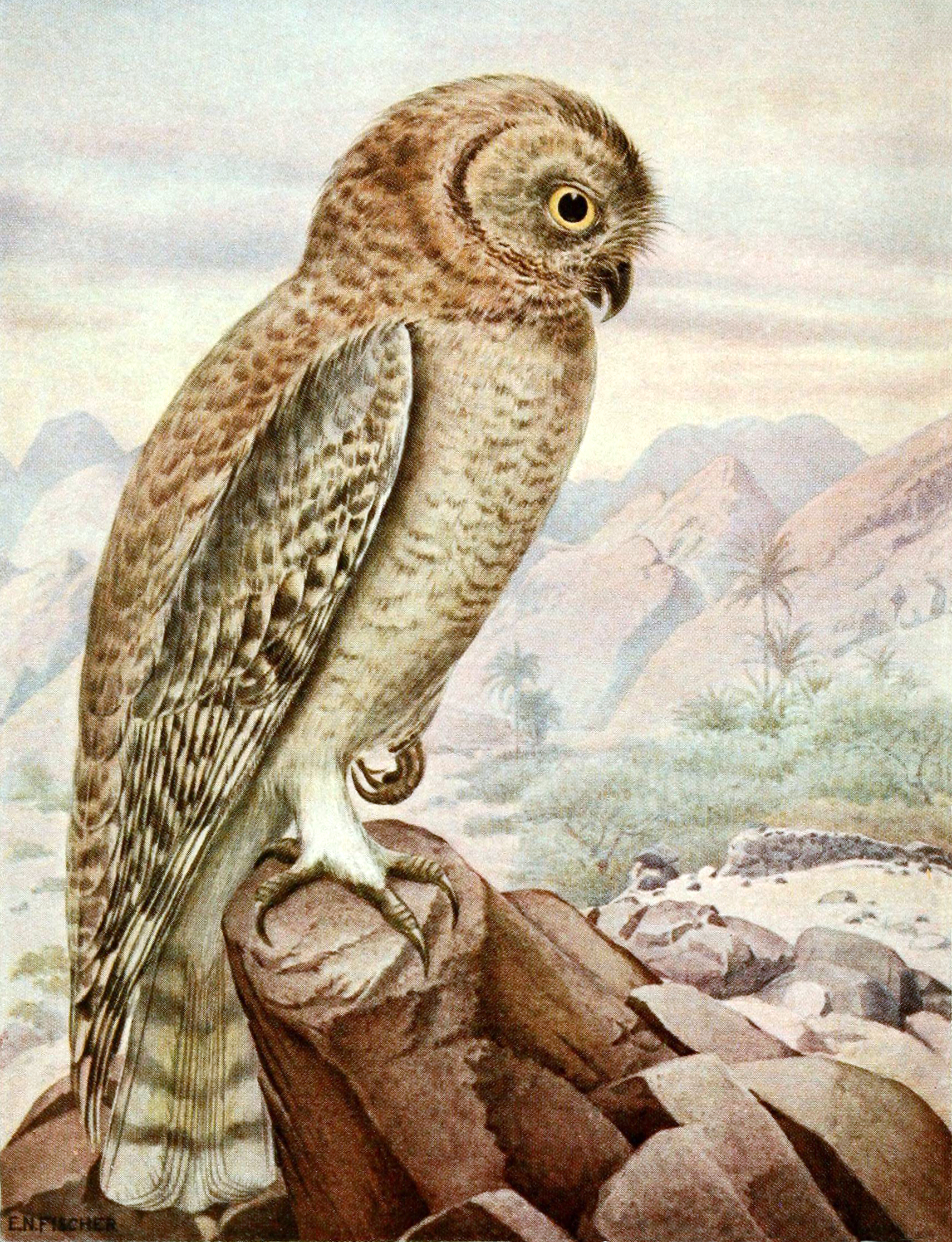
Strix butleri
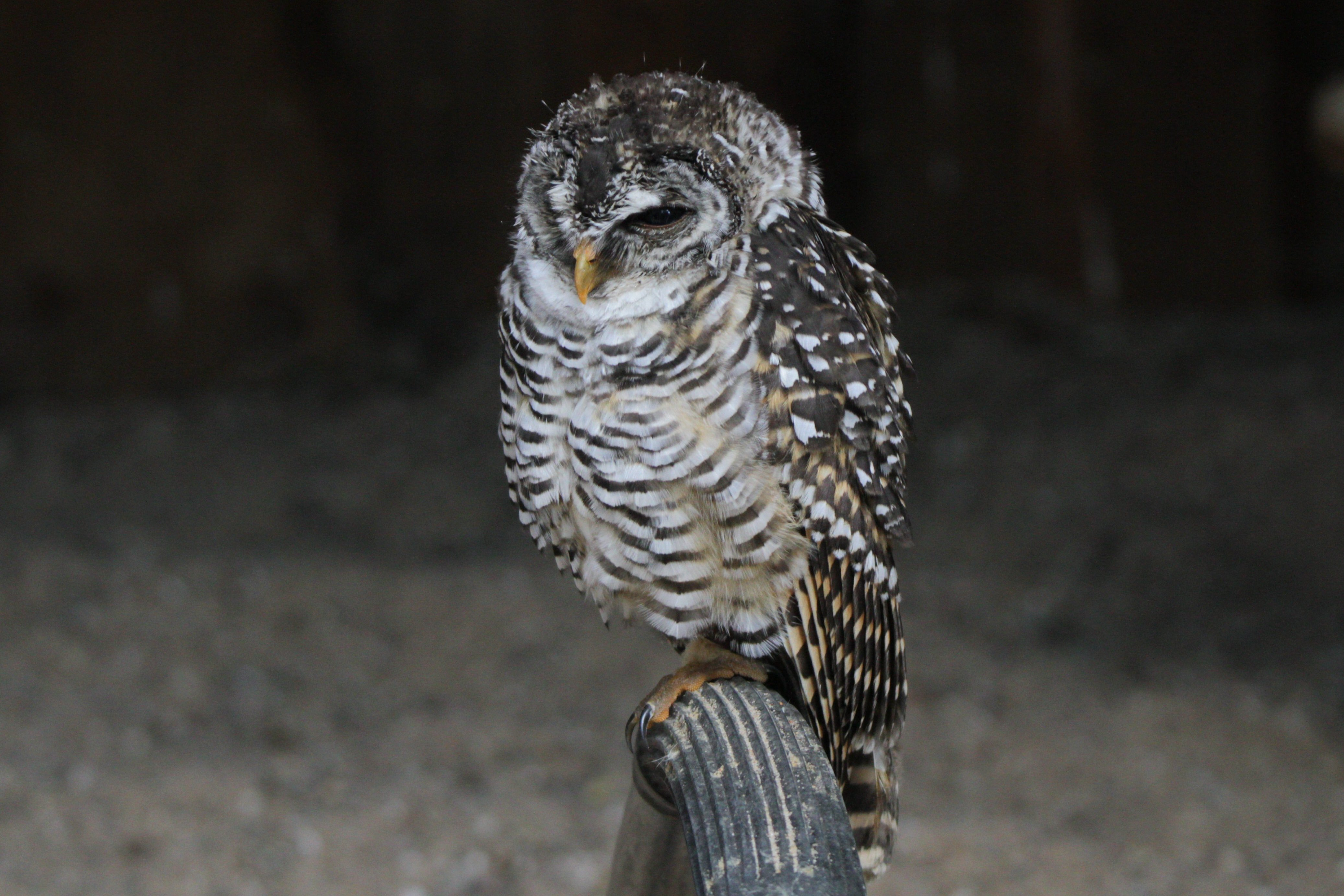
Strix chacoensis
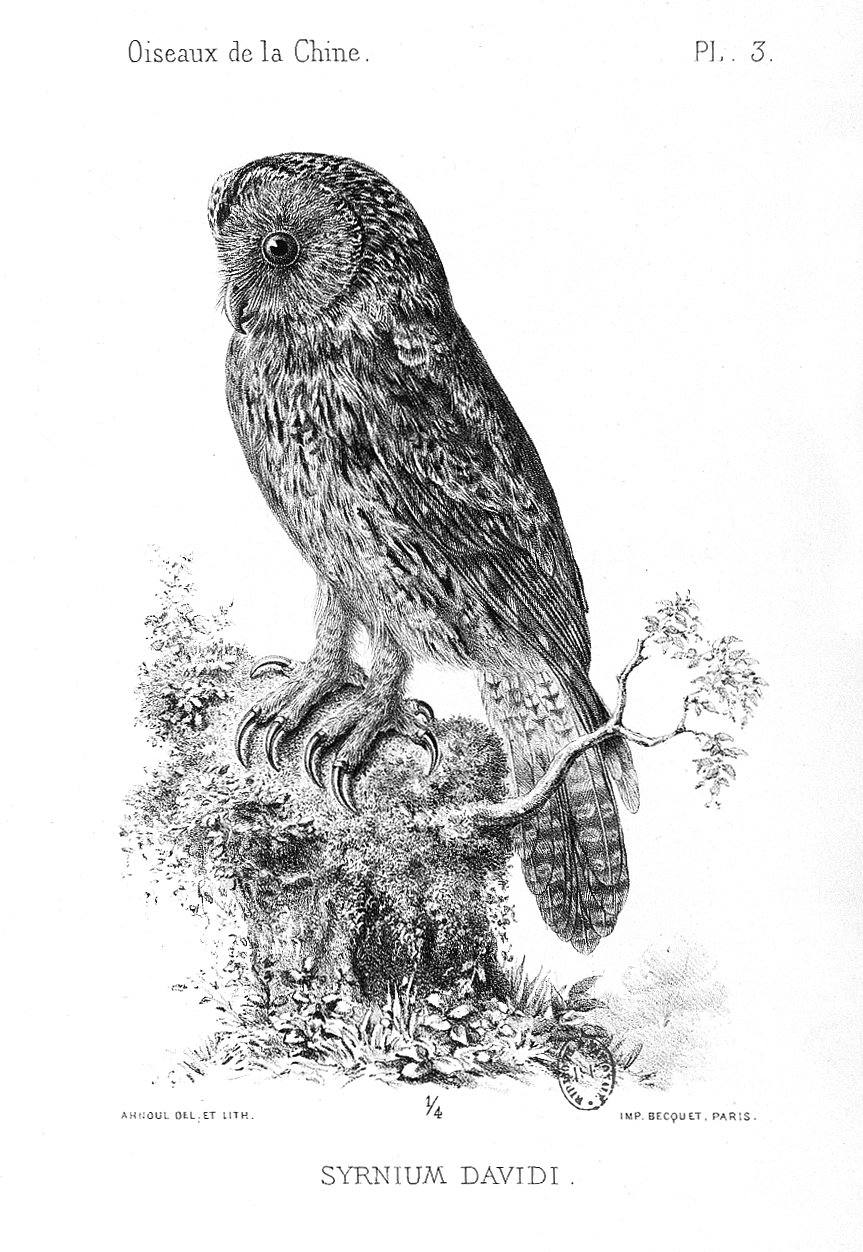
Strix davidi
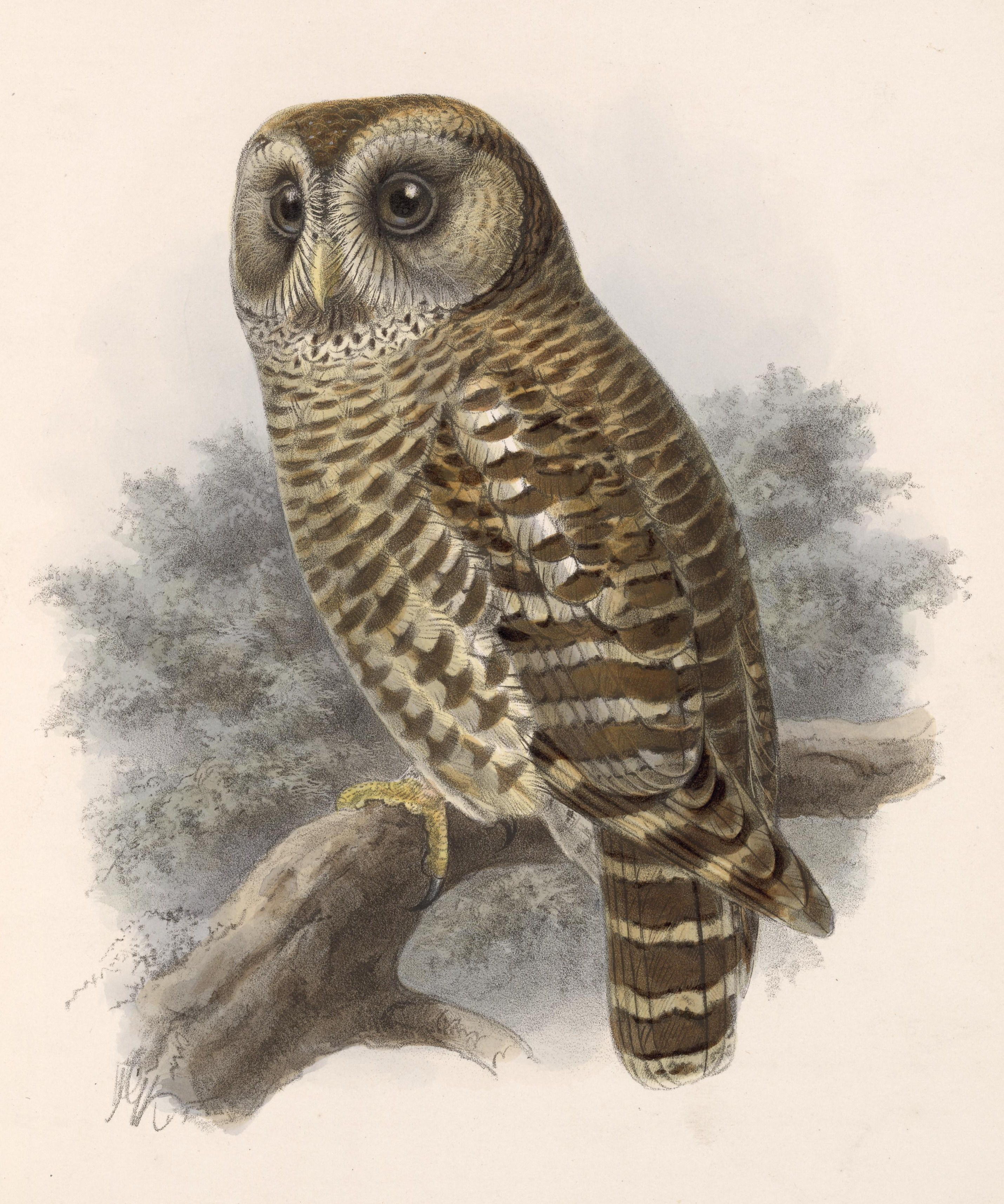
Strix fulvescens
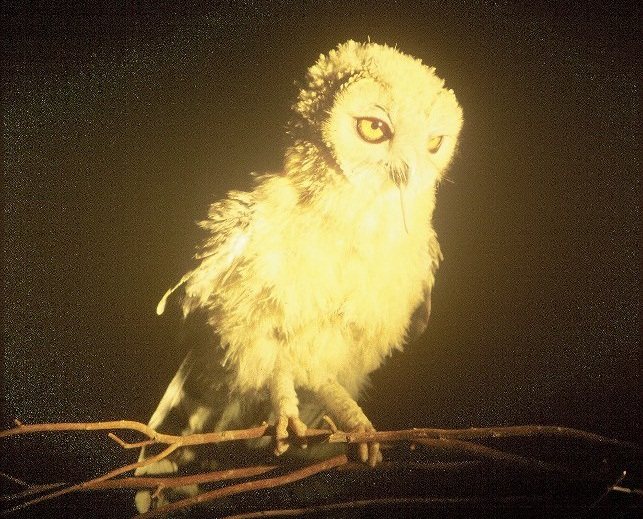
Strix hadorami
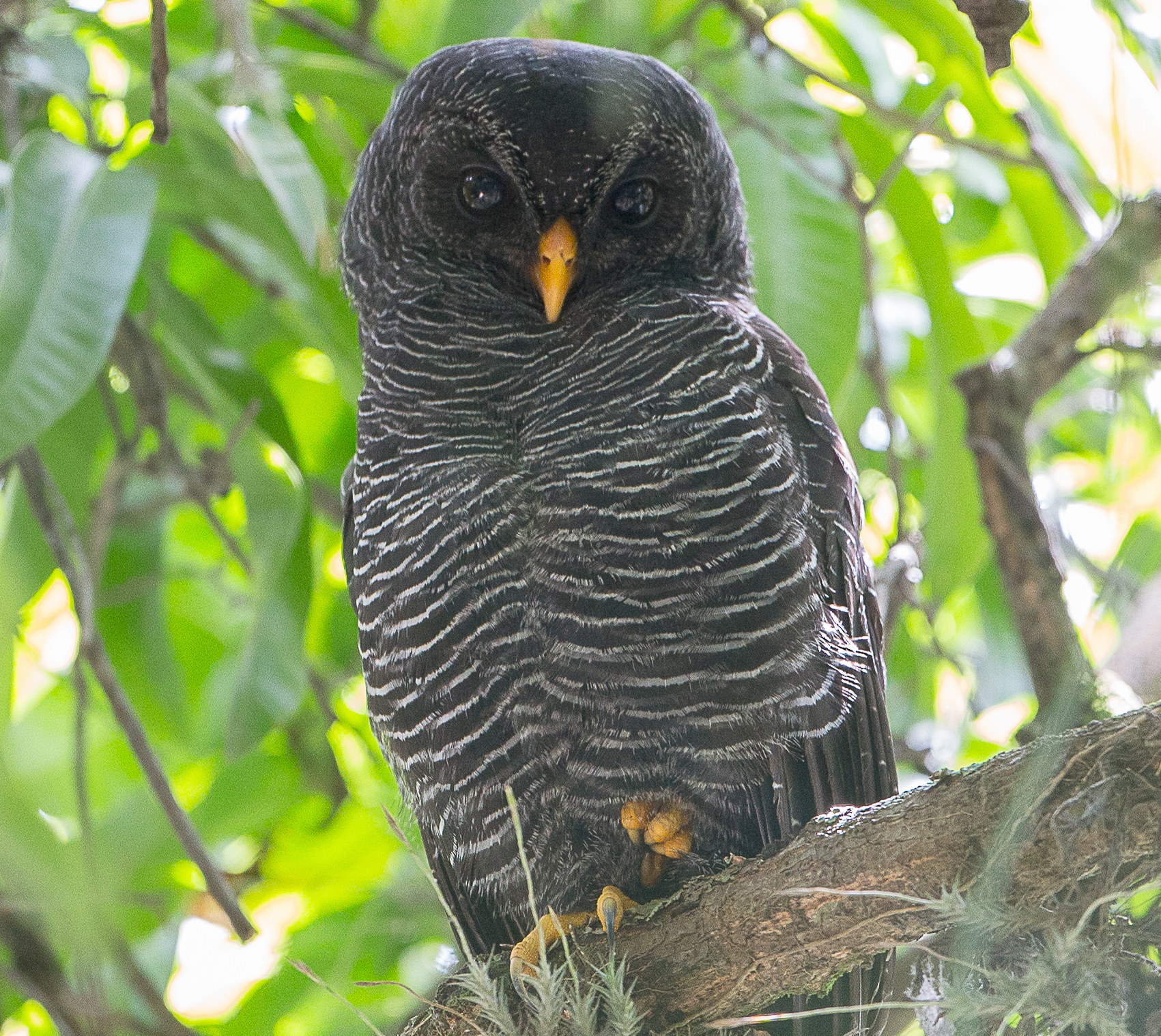
Strix huhula
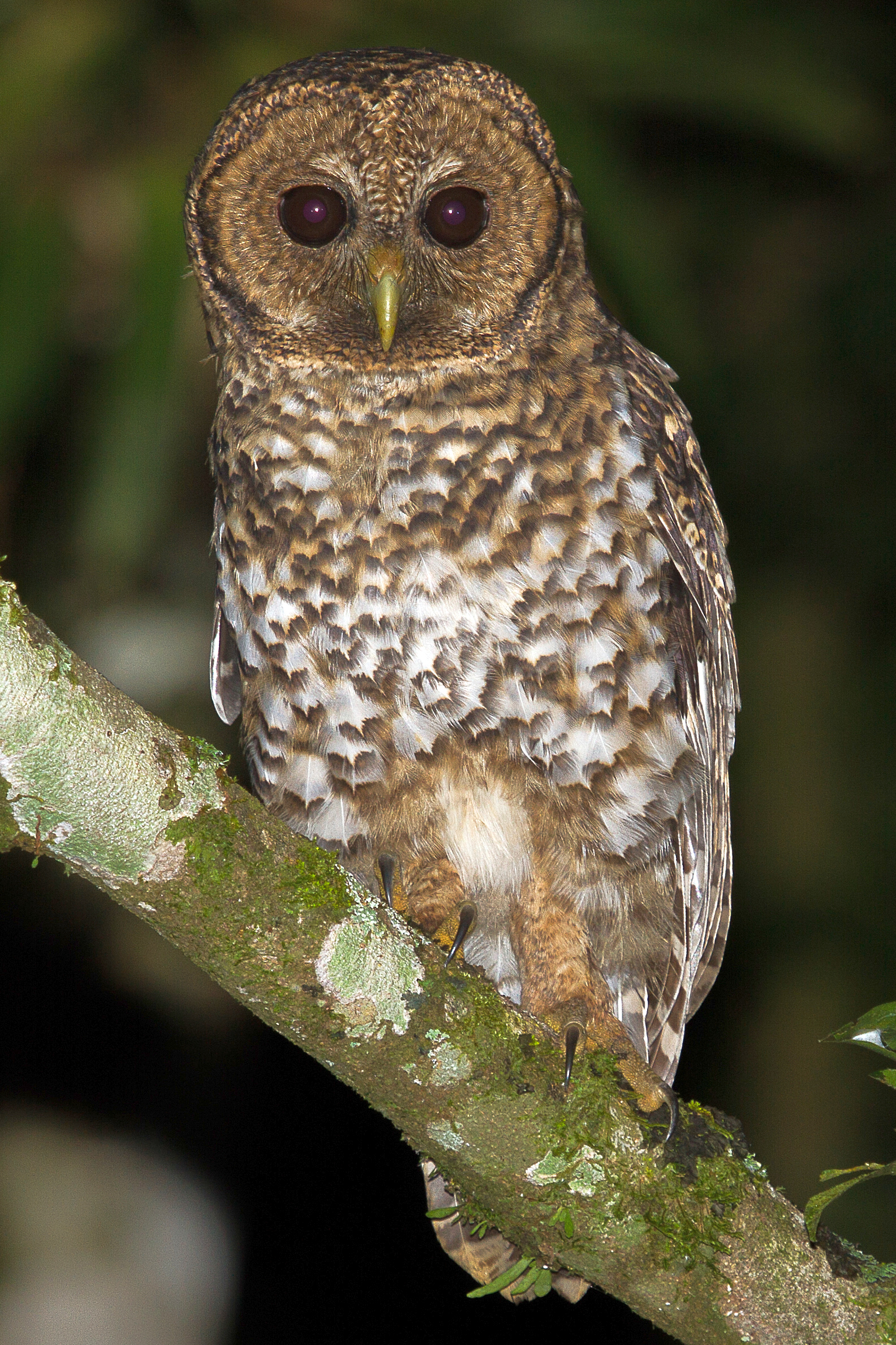
Strix hylophila
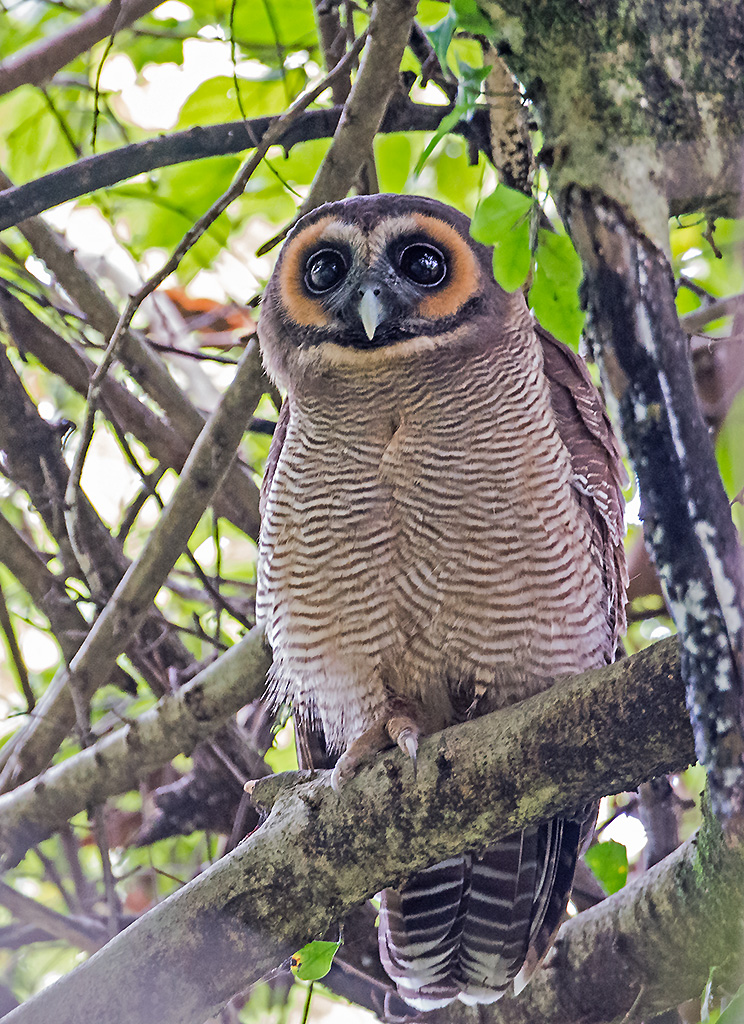
Strix leptogrammica
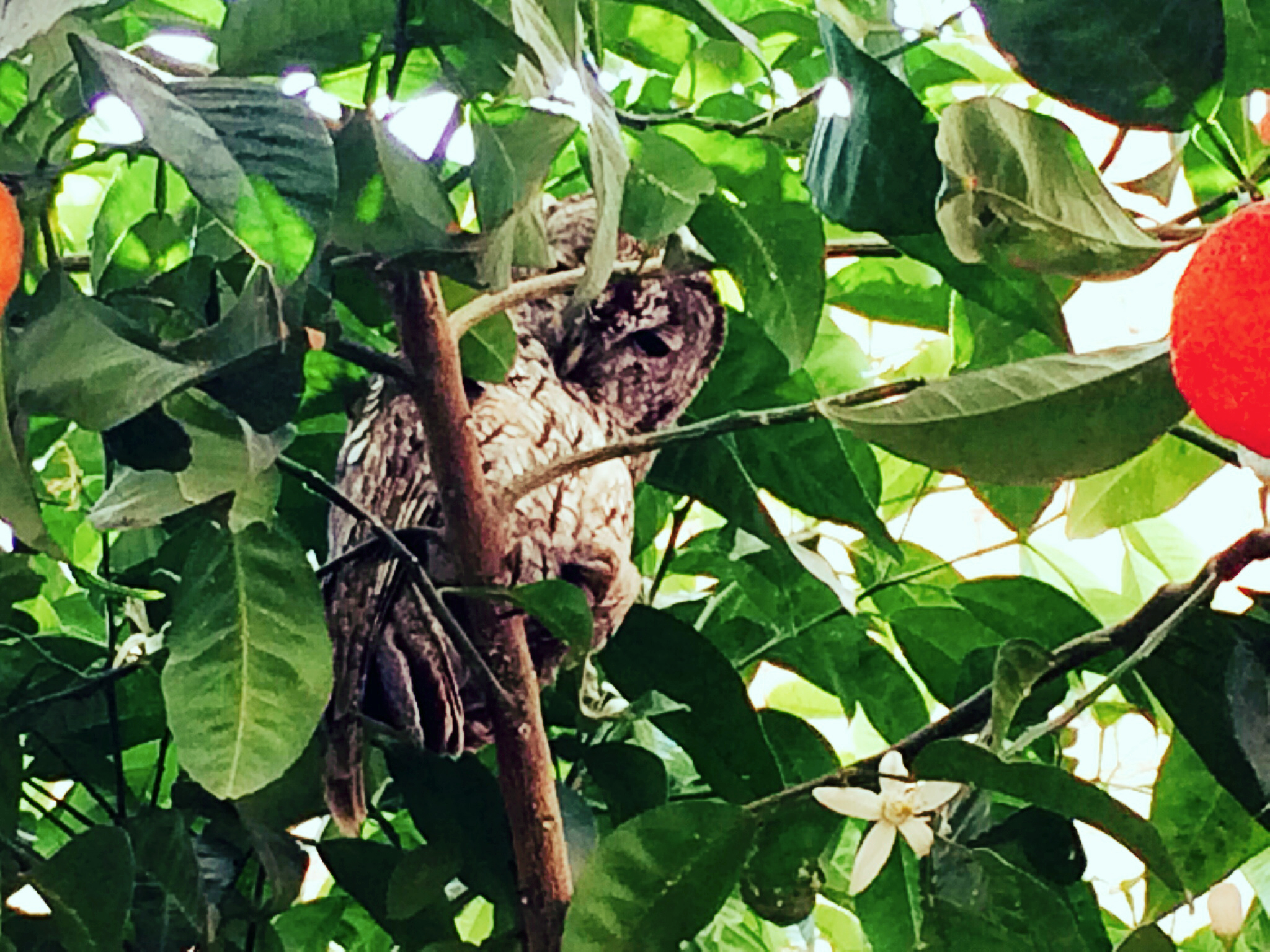
Strix mauritanica
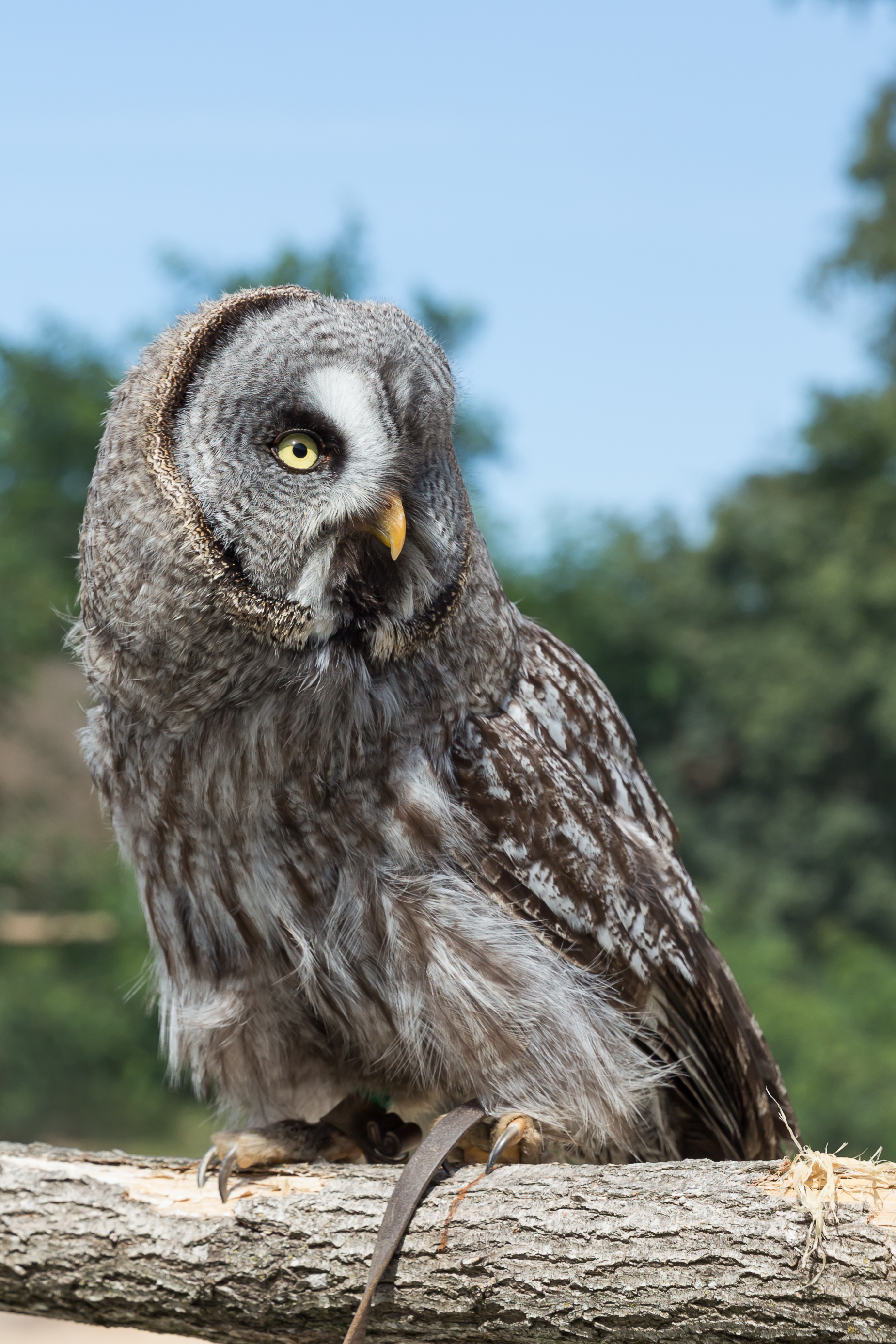
Strix nebulosa
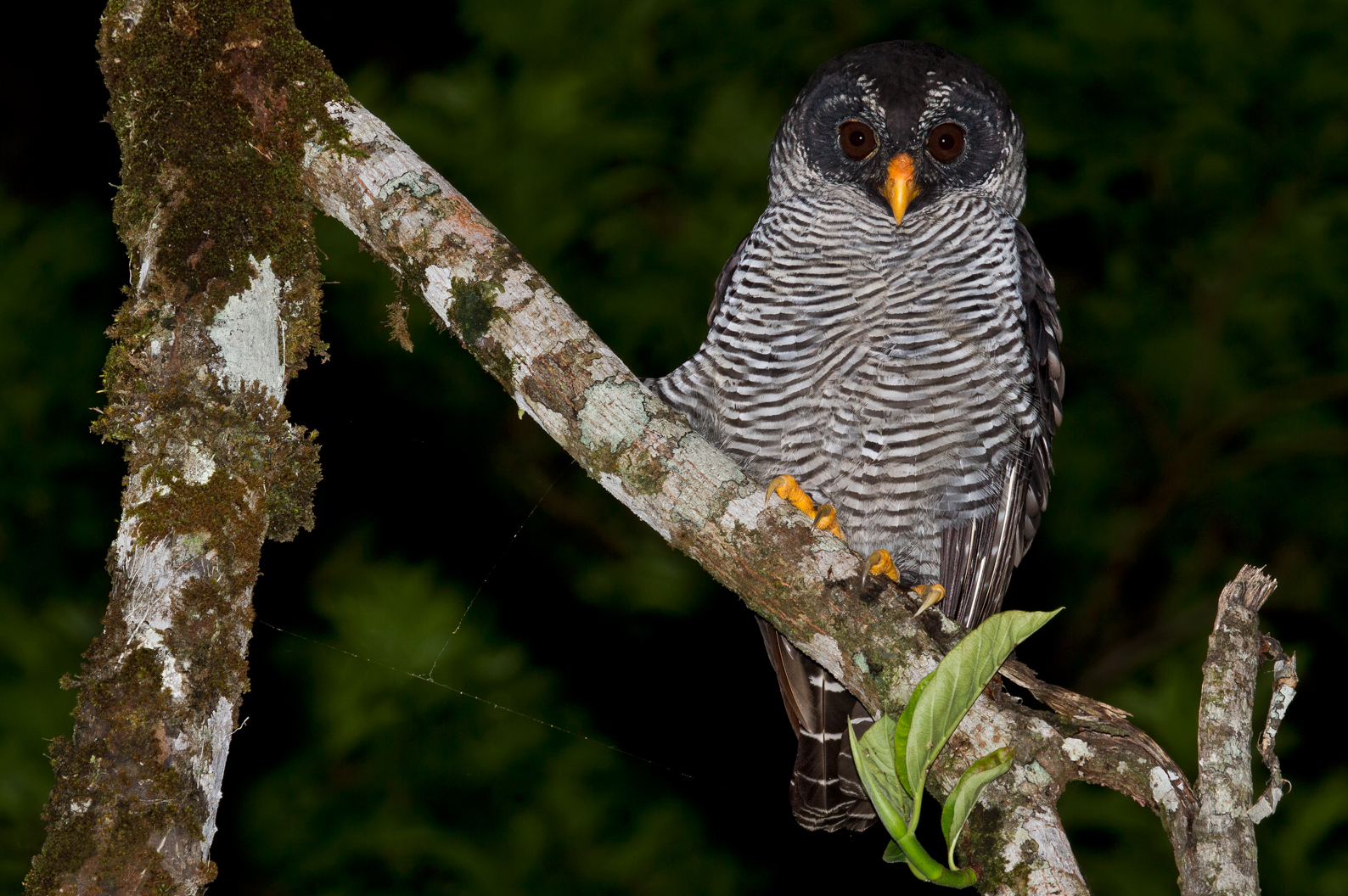
Strix nigrolineata
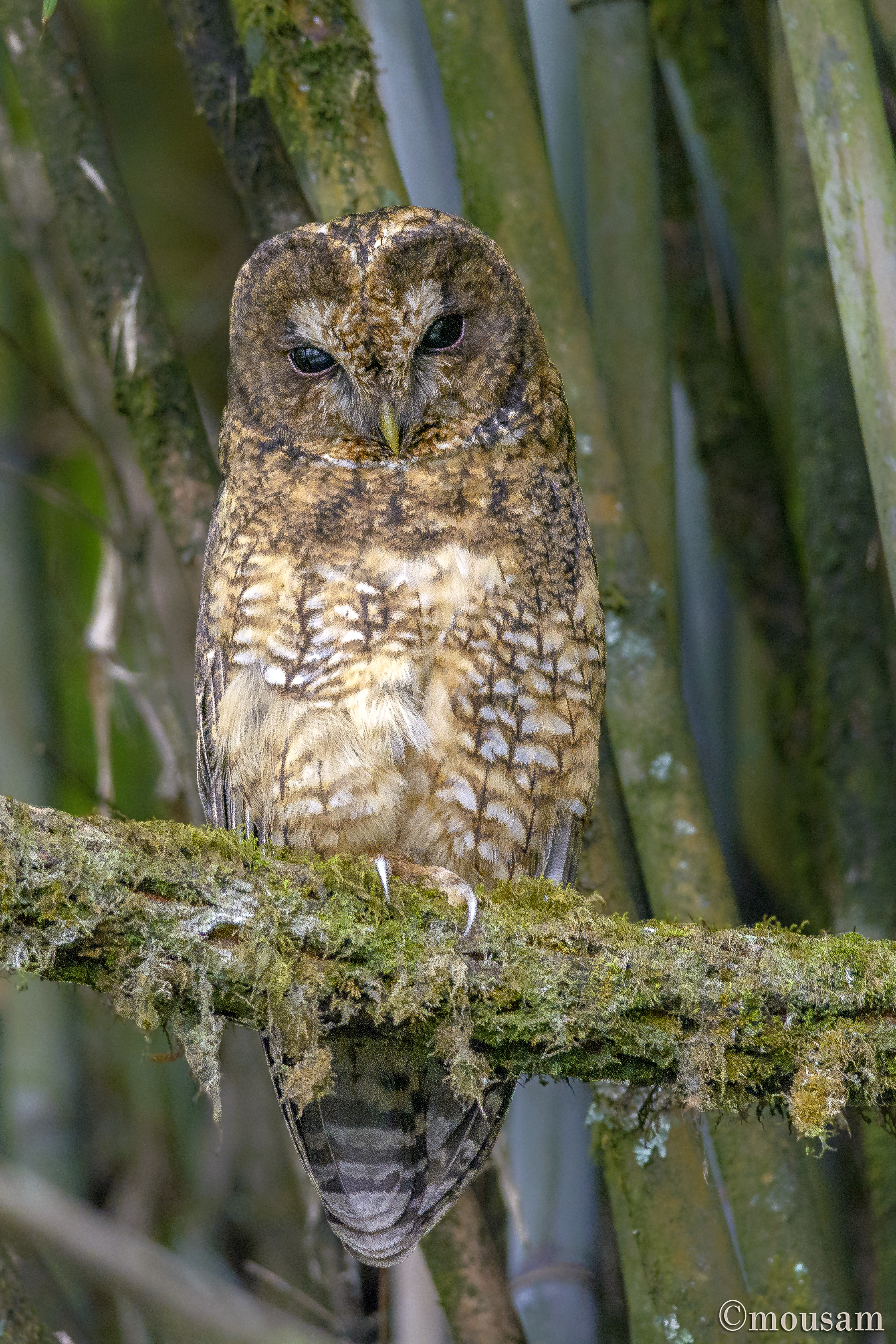
Strix nivicolum
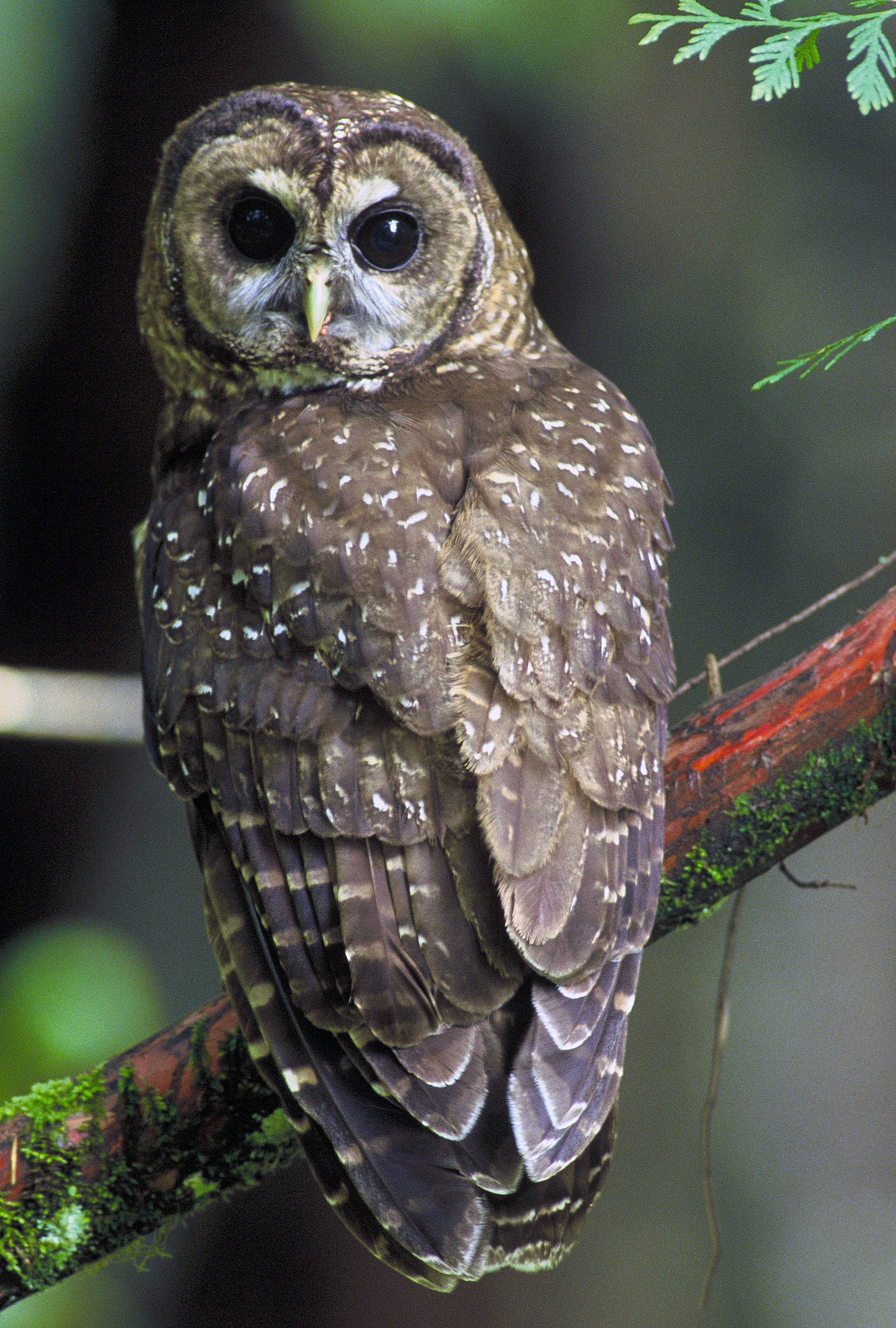
Strix occidentalis
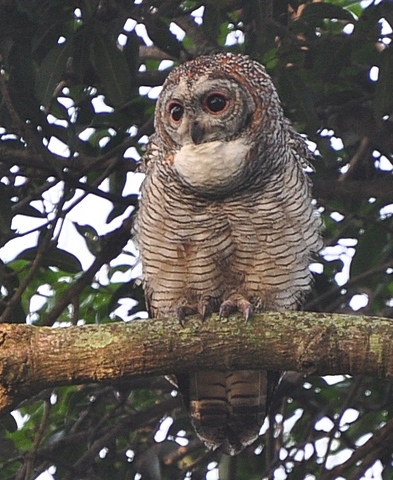
Strix ocellata
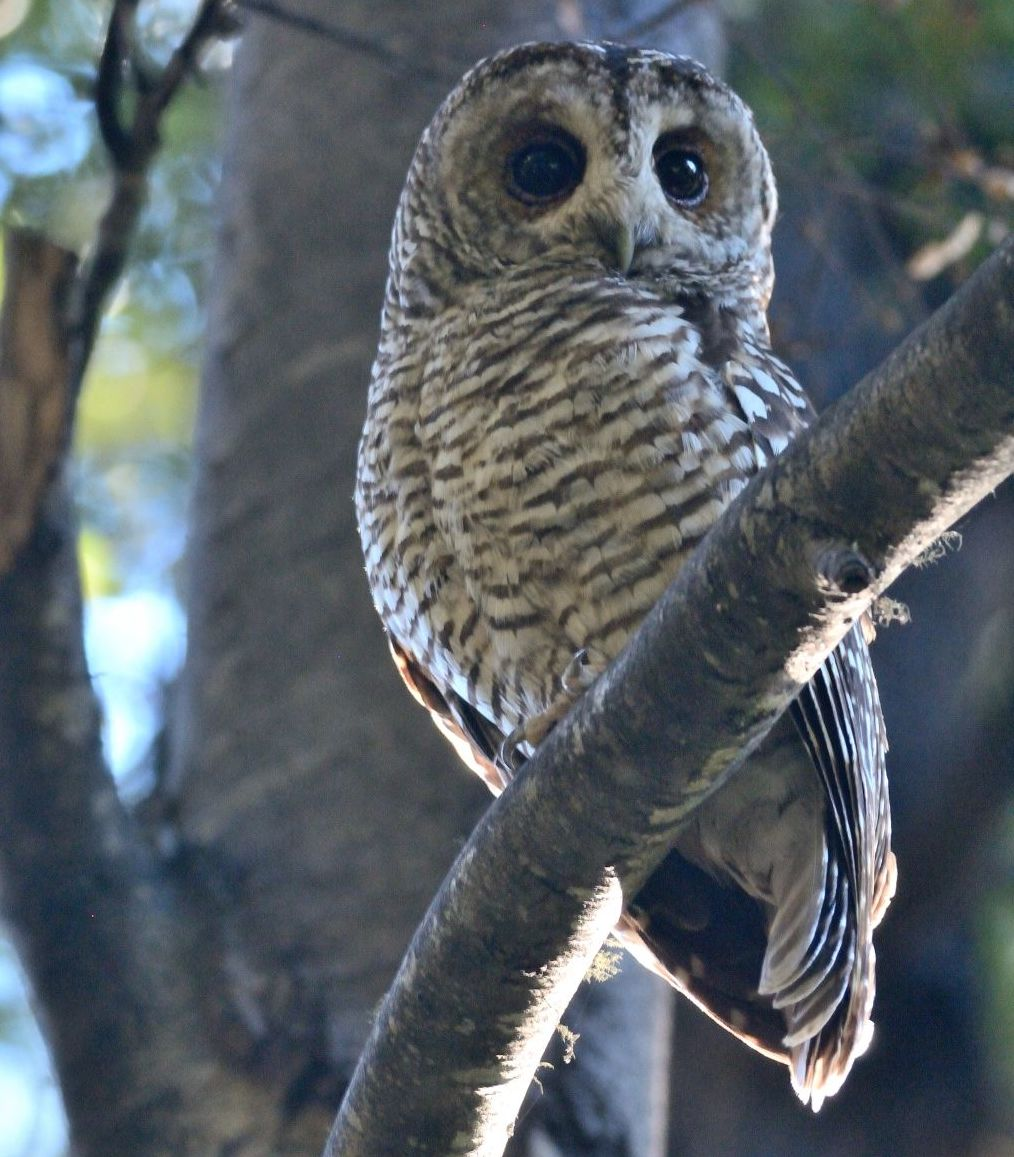
Strix rufipes
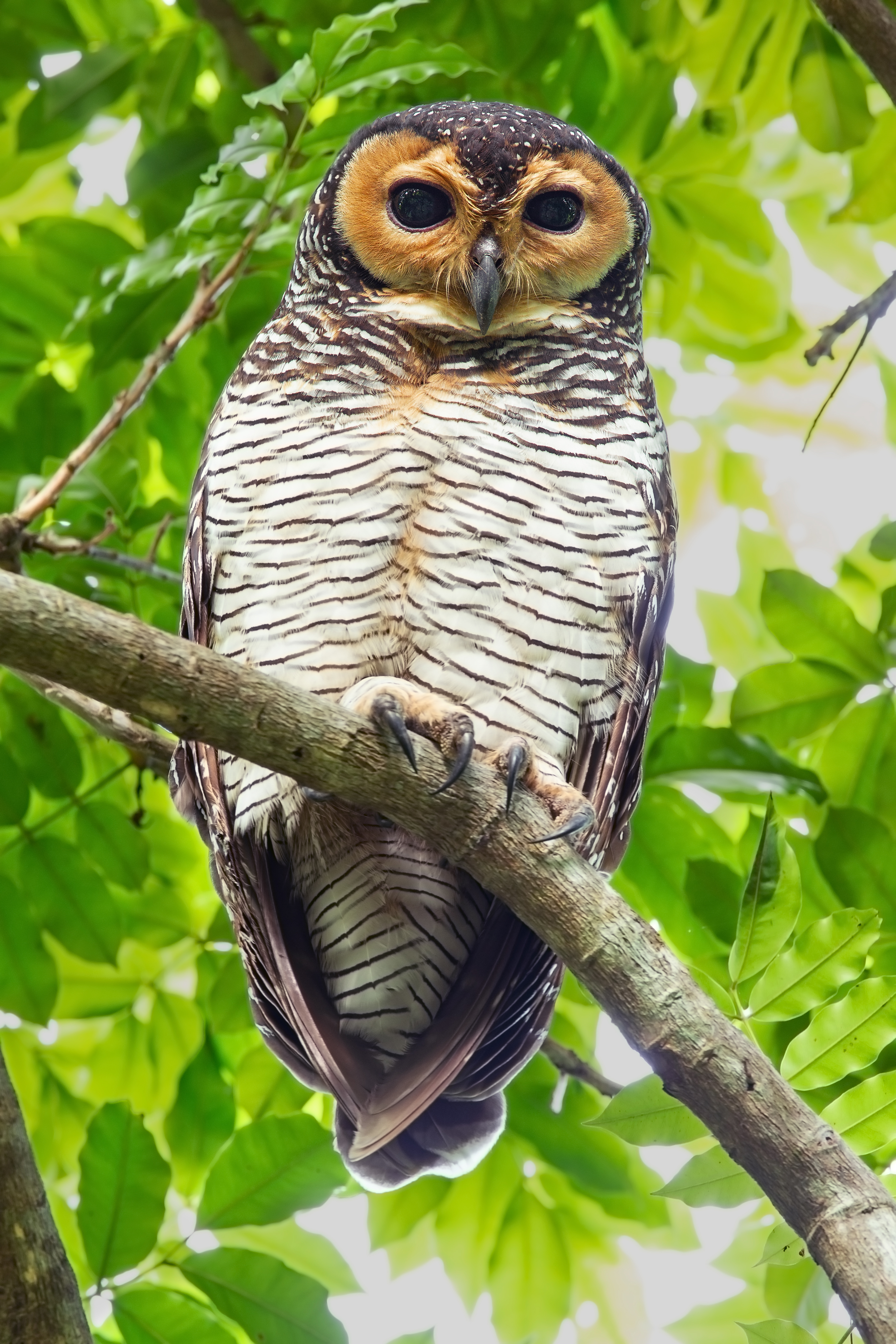
Strix seloputo
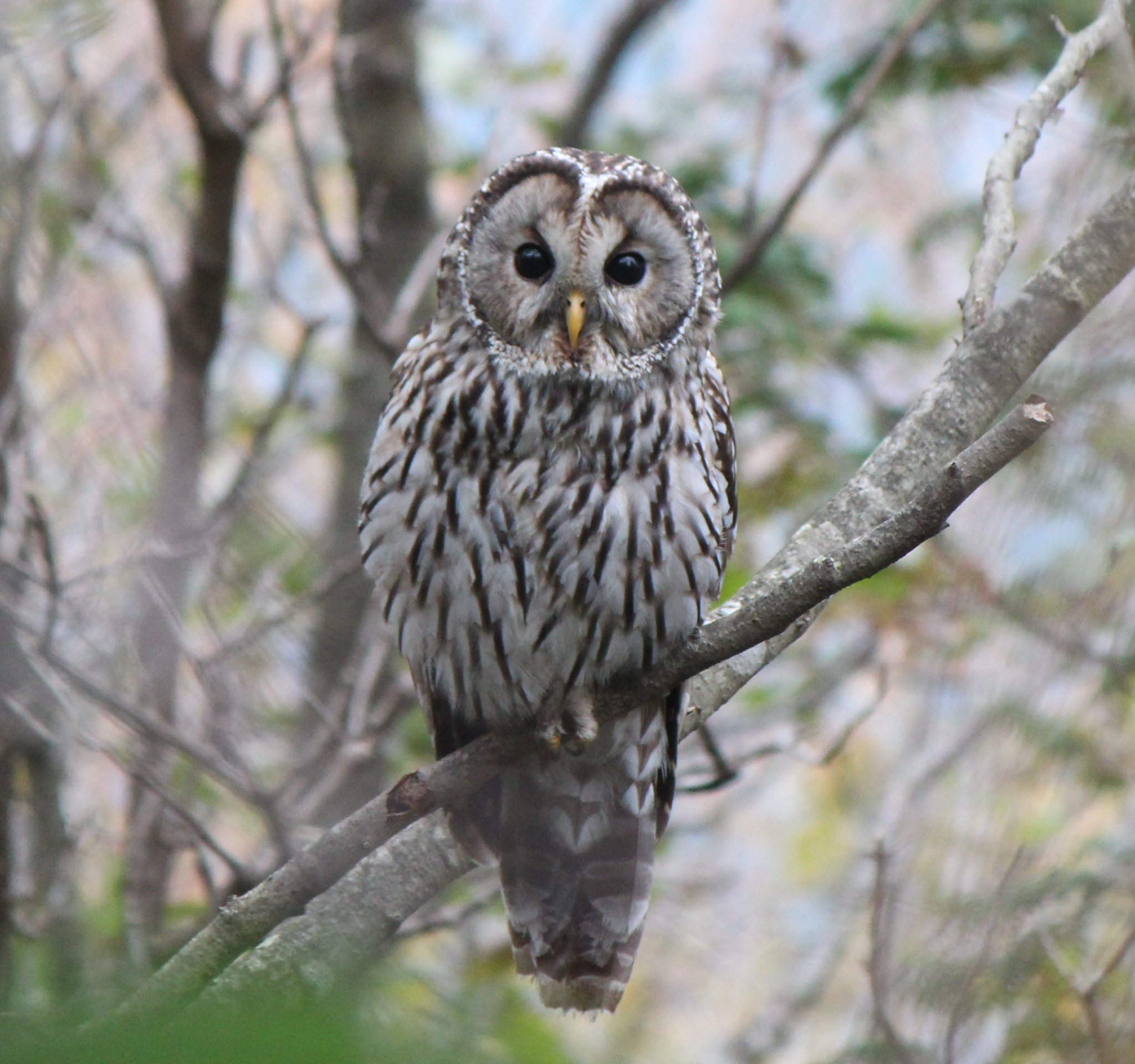
Strix uralensis
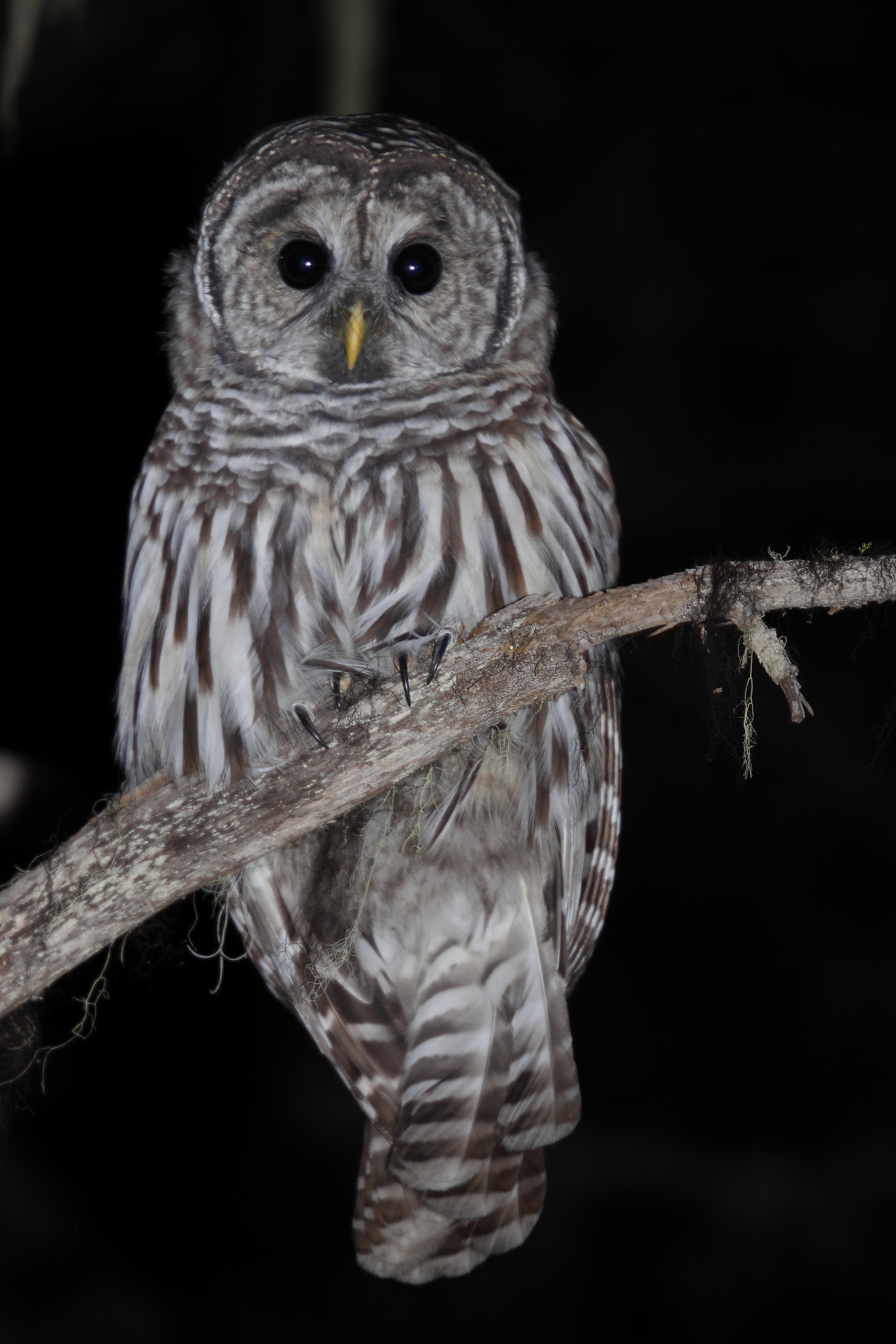
Strix varia
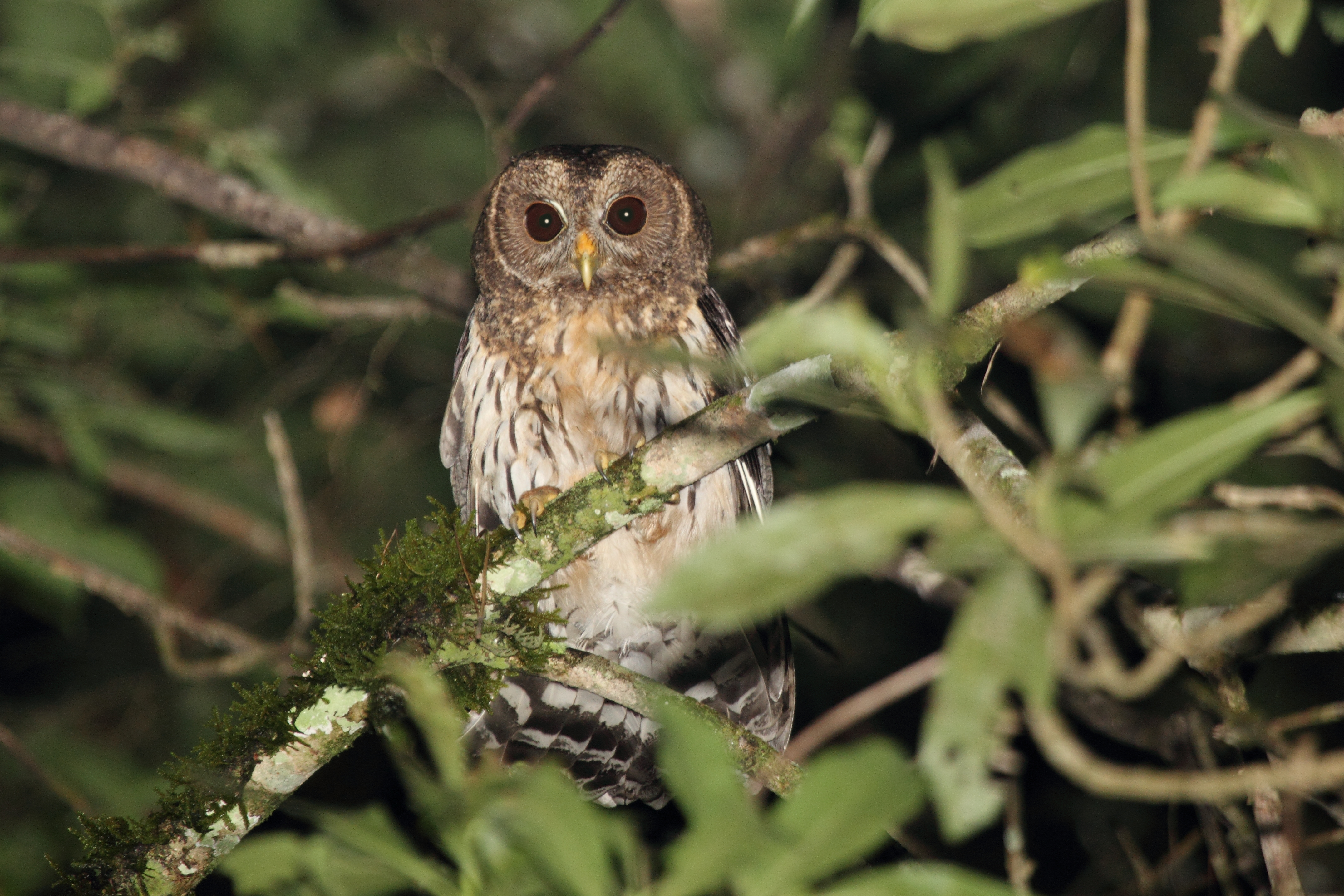
Strix virgata
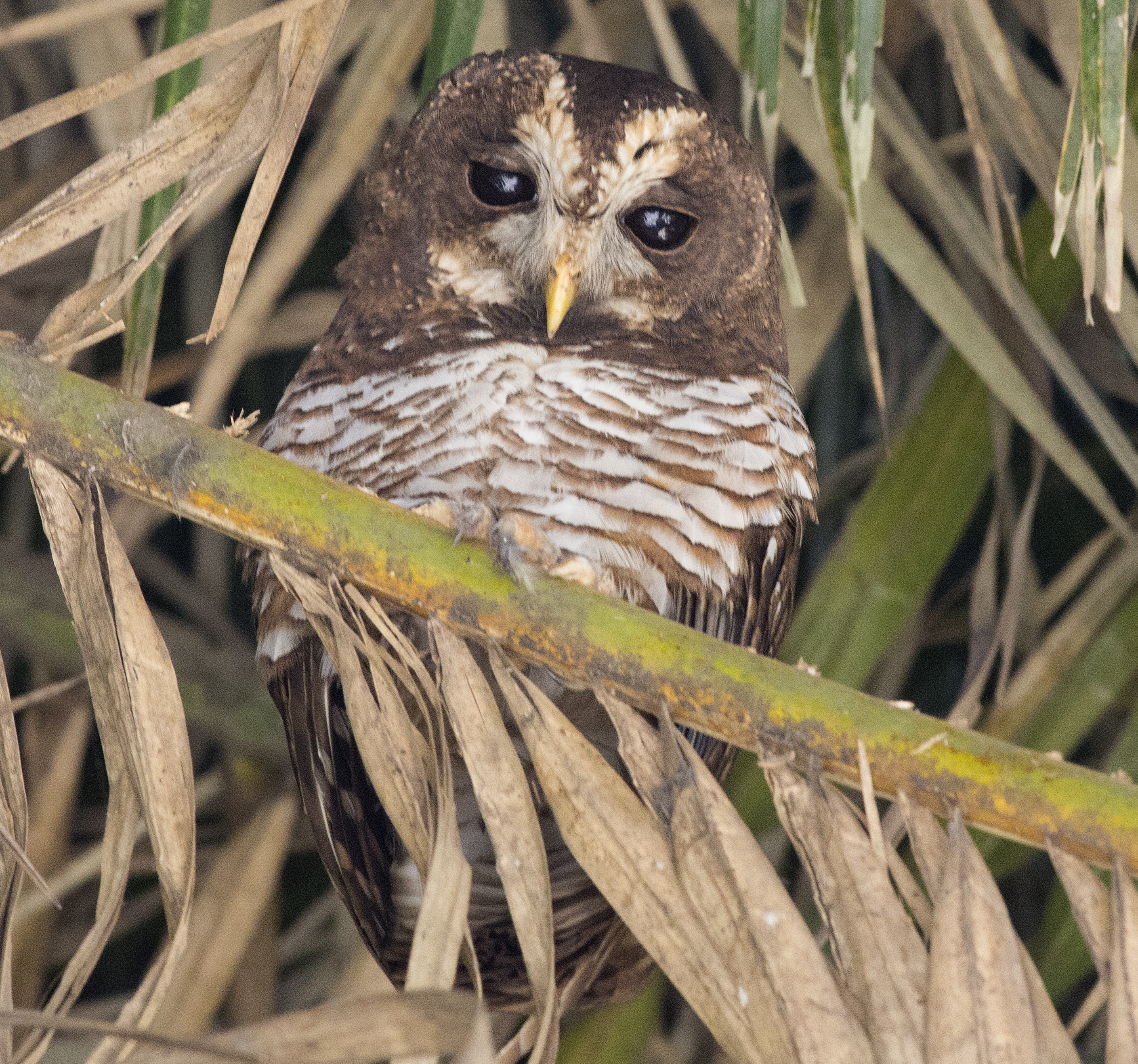
Strix woodfordii